# Championnat de Russie de football de troisième division 2007
Navigation
Édition précédente Édition suivante
La saison 2007 de Vtoroï Divizion est la seizième édition de la troisième division russe. Elle prend place du 11 avril au 31 octobre 2007.
Soixante-douze clubs du pays sont divisés en cinq zones géographiques (Centre, Est, Ouest, Oural-Povoljié, Sud) contenant entre onze et seize équipes chacune, où ils s'affrontent deux à trois fois, à domicile et à l'extérieur. En fin de saison, le dernier de chaque zone est relégué en quatrième division, tandis que le vainqueur de chaque zone est directement promu en deuxième division.

## Compétition

### Règlement
Le classement est établi sur le barème de points suivant : trois points pour une victoire, un pour un match nul et aucun pour une défaite. Pour départager les équipes à égalité de points, les critères suivants sont utilisés :
1. Nombre de matchs gagnés
2. Confrontations directes (points, matchs gagnés, différence de buts, buts marqués, buts marqués à l'extérieur)
3. Différence de buts générale
4. Buts marqués (général)
5. Buts marqués à l'extérieur (général)

### Zone Centre

#### Participants
Légende des couleurs
- Promu de quatrième division

| Club                           | D3 depuis | Classement 2006       |
| ------------------------------ | --------- | --------------------- |
| Lobnia-Alla                    | 2004      | 3                     |
| FK Riazan                      | 2000      | 4                     |
| Vitiaz Podolsk                 | 2001      | 5                     |
| Metallourg Lipetsk             | 2006      | 6                     |
| FK Loukhovitsy                 | 1998      | 7                     |
| FK Goubkine                    | 2006      | 8                     |
| Don Novomoskovsk               | 1996      | 9                     |
| Lokomotiv Liski                | 2005      | 10                    |
| FK Ielets                      | 2000      | 11                    |
| Dinamo Voronej                 | 2006      | 12                    |
| Spartak Tambov                 | 1997      | 13                    |
| Zvezda Serpoukhov              | 2006      | 15                    |
| Nika Moscou                    | 2005      | 16                    |
| Zénith Penza                   | 2002      | 17                    |
| Saturn-2 Iegorievsk            | 1998      | 18                    |
| Znamia Trouda Orekhovo-Zouïevo | 2007      | 1 (D4, Podmoskovié A) |

#### Classement
| Rang | Équipe                           | Pts | J  | G  | N | P  | Bp | Bc | Diff |
| ---- | -------------------------------- | --- | -- | -- | - | -- | -- | -- | ---- |
| 1    | Vitiaz Podolsk                   | 77  | 30 | 24 | 5 | 1  | 59 | 15 | +44  |
| 2    | Metallourg Lipetsk               | 67  | 30 | 20 | 7 | 3  | 74 | 29 | +45  |
| 3    | FK Loukhovitsy                   | 61  | 30 | 19 | 4 | 7  | 50 | 28 | +22  |
| 4    | FK Riazan                        | 61  | 30 | 18 | 7 | 5  | 51 | 19 | +32  |
| 5    | FK Goubkine                      | 49  | 30 | 16 | 1 | 13 | 35 | 33 | +2   |
| 6    | FK Ielets                        | 49  | 30 | 15 | 4 | 11 | 39 | 31 | +8   |
| 7    | Lobnia-Alla                      | 39  | 30 | 11 | 6 | 13 | 41 | 38 | +3   |
| 8    | Dinamo Voronej                   | 37  | 30 | 11 | 4 | 15 | 35 | 43 | -8   |
| 9    | Zénith Penza                     | 37  | 30 | 10 | 7 | 13 | 31 | 32 | -1   |
| 10   | Spartak Tambov                   | 36  | 30 | 10 | 6 | 14 | 33 | 37 | -4   |
| 11   | Saturn-2 Iegorievsk              | 35  | 30 | 10 | 5 | 15 | 31 | 40 | -9   |
| 12   | Znamia Trouda Orekhovo-Zouïevo P | 34  | 30 | 9  | 7 | 14 | 30 | 36 | -6   |
| 13   | Nika Moscou                      | 28  | 30 | 9  | 1 | 20 | 28 | 53 | -25  |
| 14   | Zvezda Serpoukhov                | 27  | 30 | 7  | 6 | 17 | 26 | 58 | -32  |
| 15   | Lokomotiv Liski                  | 26  | 30 | 7  | 5 | 18 | 30 | 56 | -26  |
| 16   | Don Novomoskovsk                 | 17  | 30 | 4  | 5 | 21 | 16 | 61 | -45  |

Promotion en deuxième division
- 1er : promotion

Relégation en quatrième division
- 17e : relégation

- 7e : rétrogradation

Abréviations
- P : Promu de quatrième division

1. ↑  Le Lobnia-Alla se retire de la compétition à l'issue de la saison.

### Zone Est

#### Participants
Légende des couleurs
- Relégué de deuxième division
- Promu de quatrième division

| Club                         | D3 depuis | Classement 2006   |
| ---------------------------- | --------- | ----------------- |
| Metallourg Krasnoïarsk       | 2007      | 21 (D2)           |
| Okean Nakhodka               | 1997      | 3                 |
| Dinamo Barnaoul              | 1994      | 4                 |
| Smena Komsomolsk-sur-l'Amour | 2002      | 5                 |
| Irtych-1946 Omsk             | 1999      | 6                 |
| Sibiriak Bratsk              | 1998      | 7                 |
| FK Tchita                    | 2006      | 8                 |
| Amour Blagovechtchensk       | 2006      | 9                 |
| Chakhtior Prokopievsk        | 2001      | 12                |
| Zaria Leninsk-Kouznetski     | 2005      | 13                |
| Sakhaline Ioujno-Sakhalinsk  | 2007      | 1 (D4, Sakhaline) |

#### Classement
| Rang | Équipe                        | Pts | J  | G  | N  | P  | Bp | Bc | Diff |
| ---- | ----------------------------- | --- | -- | -- | -- | -- | -- | -- | ---- |
| 1    | Dinamo Barnaoul               | 63  | 30 | 19 | 6  | 5  | 67 | 17 | +50  |
| 2    | Amour Blagovechtchensk        | 60  | 30 | 18 | 6  | 6  | 46 | 20 | +26  |
| 3    | FK Tchita                     | 56  | 30 | 16 | 8  | 6  | 47 | 20 | +27  |
| 4    | Smena Komsomolsk-sur-l'Amour  | 49  | 30 | 13 | 10 | 7  | 33 | 29 | +4   |
| 5    | Irtych-1946 Omsk              | 47  | 30 | 12 | 11 | 7  | 43 | 31 | +12  |
| 6    | Metallourg Krasnoïarsk R      | 46  | 30 | 13 | 7  | 10 | 45 | 40 | +5   |
| 7    | Okean Nakhodka                | 40  | 30 | 11 | 7  | 12 | 36 | 36 | 0    |
| 8    | Sibiriak Bratsk               | 28  | 30 | 7  | 7  | 16 | 42 | 60 | -18  |
| 9    | Sakhaline Ioujno-Sakhalinsk P | 25  | 30 | 6  | 7  | 17 | 21 | 49 | -28  |
| 10   | Zaria Leninsk-Kouznetski      | 21  | 30 | 4  | 9  | 17 | 20 | 55 | -35  |
| 11   | Chakhtior Prokopievsk         | 20  | 30 | 6  | 2  | 22 | 23 | 66 | -43  |

Promotion en deuxième division
- 1er : promotion

Relégation en quatrième division
- 11e : relégué

- 10e : rétrogradation

Abréviations
- P : Promu de quatrième division
- R : Relégué de deuxième division

1. ↑  Le Zaria Leninsk-Kouznetski se retire de la compétition à l'issue de la saison.

### Zone Ouest

#### Participants
Légende des couleurs
- Promu de quatrième division

| Club                                 | D3 depuis | Classement 2006 |
| ------------------------------------ | --------- | --------------- |
| Cheksna Tcherepovets                 | 2000      | 2               |
| Spartak Kostroma                     | 1998      | 3               |
| FK Reoutov                           | 2003      | 4               |
| Torpedo Vladimir                     | 2001      | 5               |
| Volga Tver                           | 2004      | 6               |
| Torpedo-RG Moscou                    | 2006      | 7               |
| Nara-CBFR Naro-Fominsk               | 2005      | 8               |
| Volotchanine-Ratmir Vychni Volotchek | 1998      | 9               |
| Dinamo Vologda                       | 1994      | 10              |
| Spartak Chtchiolkovo                 | 1995      | 11              |
| Zénith-2 Saint-Pétersbourg           | 1998      | 13              |
| Sportakademklub Moscou               | 1998      | 14              |
| Dinamo Saint-Pétersbourg             | 2006      | 15              |
| Baltika-2 Kaliningrad                | 2006      | 16              |
| FK Smolensk                          | 2005      | 17              |
| Zelenograd Moscou                    | 2007      | 1 (D4, Moscou)  |

1. ↑  Le Petrotrest devient le Dinamo Saint-Pétersbourg à partir de cette saison.

#### Classement
| Rang | Équipe                               | Pts | J  | G  | N  | P  | Bp | Bc | Diff |
| ---- | ------------------------------------ | --- | -- | -- | -- | -- | -- | -- | ---- |
| 1    | Sportakademklub Moscou               | 57  | 30 | 16 | 9  | 5  | 39 | 25 | +14  |
| 2    | Cheksna Tcherepovets                 | 53  | 30 | 15 | 8  | 7  | 50 | 33 | +17  |
| 3    | Dinamo Saint-Pétersbourg             | 53  | 30 | 14 | 11 | 5  | 47 | 27 | +20  |
| 4    | Torpedo Vladimir                     | 52  | 30 | 15 | 7  | 8  | 44 | 27 | +17  |
| 5    | Spartak Kostroma                     | 49  | 30 | 15 | 4  | 11 | 34 | 25 | +9   |
| 6    | FK Reoutov                           | 48  | 30 | 14 | 6  | 10 | 41 | 33 | +8   |
| 7    | Zénith-2 Saint-Pétersbourg           | 41  | 30 | 12 | 5  | 13 | 45 | 48 | -3   |
| 8    | Spartak Chtchiolkovo                 | 39  | 30 | 12 | 3  | 15 | 29 | 39 | -10  |
| 9    | Torpedo-RG Moscou                    | 38  | 30 | 10 | 8  | 12 | 36 | 41 | -5   |
| 10   | Volotchanine-Ratmir Vychni Volotchek | 36  | 30 | 9  | 9  | 12 | 32 | 42 | -10  |
| 11   | Nara-CBFR Naro-Fominsk               | 36  | 30 | 8  | 12 | 10 | 27 | 33 | -6   |
| 12   | Zelenograd Moscou P                  | 34  | 30 | 9  | 7  | 14 | 36 | 36 | 0    |
| 13   | Dinamo Vologda                       | 33  | 30 | 8  | 9  | 13 | 30 | 34 | -4   |
| 14   | Volga Tver                           | 32  | 30 | 7  | 11 | 12 | 28 | 39 | -11  |
| 15   | Baltika-2 Kaliningrad                | 31  | 30 | 10 | 1  | 19 | 29 | 49 | -20  |
| 16   | FK Smolensk                          | 30  | 30 | 8  | 6  | 16 | 29 | 45 | -16  |

Promotion en deuxième division
- 1er : promotion

Relégation en quatrième division
- 16e : relégation

- 15e : rétrogradation

Abréviations
- P : Promu de quatrième division

1. ↑  L'équipe 2 du Baltika Kaliningrad se retire de la compétition à l'issue de la saison.

### Zone Oural-Povoljié

#### Participants
Légende des couleurs
- Relégué de deuxième division
- Promu de quatrième division

| Club                             | D3 depuis | Classement 2006    |
| -------------------------------- | --------- | ------------------ |
| Lada Togliatti                   | 2007      | 17 (2006)          |
| Gazovik Orenbourg                | 1998      | 2                  |
| Dinamo Kirov                     | 1999      | 3                  |
| Alnas Almetievsk                 | 2001      | 4                  |
| SOYOUZ-Gazprom Ijevsk            | 2005      | 5                  |
| Volga Nijni Novgorod             | 2001      | 7                  |
| Zénith Tcheliabinsk              | 1998      | 8                  |
| Iounit Samara                    | 2006      | 9                  |
| FK Tioumen                       | 2006      | 10                 |
| Neftekhimik Nijnekamsk           | 2005      | 11                 |
| Rubin-2 Kazan                    | 2004      | 12                 |
| Krylia Sovetov-SOK Dimitrovgradd | 2000      | 13                 |
| Volga Oulianovsk                 | 2007      | 3 (D4, Privoljié)  |
| Sokol Saratov                    | 2007      | 13 (D4, Privoljié) |

#### Classement
| Rang | Équipe                          | Pts | J  | G  | N | P  | Bp | Bc | Diff |
| ---- | ------------------------------- | --- | -- | -- | - | -- | -- | -- | ---- |
| 1    | Volga Oulianovsk P              | 55  | 26 | 17 | 4 | 5  | 37 | 22 | +15  |
| 2    | Gazovik Orenbourg               | 54  | 26 | 16 | 6 | 4  | 46 | 23 | +23  |
| 3    | Zénith Tcheliabinsk             | 51  | 26 | 16 | 3 | 7  | 44 | 20 | +24  |
| 4    | Volga Nijni Novgorod            | 50  | 26 | 15 | 5 | 6  | 52 | 30 | +22  |
| 5    | Dinamo Kirov                    | 39  | 26 | 12 | 3 | 11 | 38 | 40 | -2   |
| 6    | Krylia Sovetov-SOK Dimitrovgrad | 38  | 26 | 12 | 2 | 12 | 54 | 45 | +9   |
| 7    | Lada Togliatti R                | 36  | 26 | 11 | 3 | 12 | 27 | 32 | -5   |
| 8    | Alnas Almetievsk                | 35  | 26 | 11 | 2 | 13 | 32 | 36 | -4   |
| 9    | FK Tioumen                      | 34  | 26 | 10 | 4 | 12 | 35 | 36 | -1   |
| 10   | SOYOUZ-Gazprom Ijevsk           | 32  | 26 | 8  | 8 | 10 | 41 | 33 | +8   |
| 11   | Iounit Samara                   | 31  | 26 | 9  | 4 | 13 | 31 | 42 | -11  |
| 12   | Sokol Saratov P                 | 30  | 26 | 9  | 3 | 14 | 22 | 34 | -12  |
| 13   | Neftekhimik Nijnekamsk          | 25  | 26 | 7  | 4 | 15 | 29 | 50 | -21  |
| 14   | Rubin-2 Kazan                   | 9   | 26 | 2  | 3 | 21 | 11 | 56 | -45  |

Promotion en deuxième division
- 1er : promotion

Abréviations
- P : Promu de quatrième division
- R : Relégué de deuxième division

### Zone Sud

#### Participants
Légende des couleurs
- Promu de quatrième division

| Club                          | D3 depuis | Classement 2006    |
| ----------------------------- | --------- | ------------------ |
| Tchernomorets Novorossiisk    | 2006      | 3                  |
| Spartak-UGP Anapa             | 2005      | 4                  |
| Olimpia Volgograd             | 2000      | 5                  |
| Rotor Volgograd               | 2006      | 6                  |
| Kavkaztransgaz-2005 Ryzdvyany | 2006      | 7                  |
| Dinamo Stavropol              | 2006      | 8                  |
| Sotchi-04                     | 2005      | 9                  |
| Avtodor Vladikavkaz           | 1995      | 10                 |
| Droujba Maïkop                | 1999      | 11                 |
| FK Taganrog                   | 2006      | 14                 |
| Krasnodar-2000                | 2001      | 15                 |
| Soudostroïtel Astrakhan       | 2000      | 16                 |
| Tekstilchtchik Kamychine      | 2003      | 17                 |
| Bataïsk-2007                  | 2007      | 1 (D4, Sud)        |
| Torpedo Voljski               | 2007      | 1 (D4, Tchernozem) |

#### Classement
| Rang | Équipe                        | Pts | J  | G  | N | P  | Bp | Bc | Diff |
| ---- | ----------------------------- | --- | -- | -- | - | -- | -- | -- | ---- |
| 1    | Tchernomorets Novorossiisk    | 67  | 28 | 21 | 4 | 3  | 68 | 25 | +43  |
| 2    | Dinamo Stavropol              | 56  | 28 | 17 | 5 | 6  | 47 | 28 | +19  |
| 3    | Bataïsk-2007 P                | 55  | 28 | 16 | 7 | 5  | 46 | 28 | +18  |
| 4    | Rotor Volgograd               | 53  | 28 | 16 | 5 | 7  | 56 | 29 | +27  |
| 5    | Droujba Maïkop                | 51  | 28 | 15 | 6 | 7  | 39 | 32 | +7   |
| 6    | Kavkaztransgaz-2005 Ryzdvyany | 46  | 28 | 14 | 4 | 10 | 40 | 37 | +3   |
| 7    | FK Taganrog                   | 43  | 28 | 13 | 4 | 11 | 40 | 32 | +8   |
| 8    | Krasnodar-2000                | 41  | 28 | 12 | 5 | 11 | 38 | 31 | +7   |
| 9    | Sotchi-04                     | 34  | 28 | 9  | 7 | 12 | 35 | 39 | -4   |
| 10   | Olimpia Volgograd             | 33  | 28 | 9  | 6 | 13 | 30 | 46 | -16  |
| 11   | Soudostroïtel Astrakhan       | 28  | 28 | 8  | 4 | 16 | 24 | 38 | -14  |
| 12   | Torpedo Voljski P             | 28  | 28 | 8  | 4 | 16 | 34 | 43 | -9   |
| 13   | Avtodor Vladikavkaz           | 25  | 28 | 6  | 7 | 15 | 28 | 48 | -20  |
| 14   | Spartak-UGP Anapa             | 19  | 28 | 5  | 4 | 19 | 22 | 48 | -26  |
| 15   | Tekstilchtchik Kamychine      | 13  | 28 | 3  | 4 | 21 | 15 | 58 | -43  |

Promotion en deuxième division
- 1er : promotion

Relégation en quatrième division
- 15e : relégation

Abréviations
- P : Promu de quatrième division

## Coupe PFL
La saison 2007 voit se jouer la cinquième édition de la coupe PFL à la fin de la saison durant le mois de novembre. Celle-ci regroupe les vainqueurs de chaque groupe au sein d'une poule unique et les voit s'affronter chacun une fois sur terrain neutre, au stade Loujniki de Moscou. Le premier au classement à l'issue du tournoi est désigné champion de la troisième division et se voit remettre le trophée de la coupe PFL.
Le Vitiaz Podolsk remporte la compétition et est désigné champion de la troisième division.
| Rang | Équipe                     | Pts | J | G | N | P | Bp | Bc | Diff |  | Résultats (▼ dom., ► ext.) | POD | DBA | SPM | TCH | VOL |
| ---- | -------------------------- | --- | - | - | - | - | -- | -- | ---- |  | -------------------------- | --- | --- | --- | --- | --- |
| 1    | Vitiaz Podolsk             | 10  | 4 | 3 | 1 | 0 | 15 | 6  | +9   |  | Vitiaz Podolsk             |     | 2-2 |     | 4-1 |     |
| 2    | Dinamo Barnaoul            | 7   | 4 | 2 | 1 | 1 | 9  | 7  | +2   |  | Dinamo Barnaoul            |     |     | 1-4 |     | 4-1 |
| 3    | Sportakademklub Moscou     | 4   | 4 | 1 | 1 | 2 | 8  | 11 | -3   |  | Sportakademklub Moscou     | 1-6 |     |     |     | 0-1 |
| 4    | Tchernomorets Novorossiisk | 4   | 4 | 1 | 1 | 2 | 6  | 9  | -3   |  | Tchernomorets Novorossiisk |     | 0-2 | 3-3 |     |     |
| 5    | Volga Oulianovsk           | 3   | 4 | 1 | 0 | 3 | 1  | 9  | -8   |  | Volga Oulianovsk           | 2-3 |     |     | 0-2 |     |